# باب الشامي
باب الشامي هو أحد الأبواب الواقعة في المدينة المنورة، ويُعد من أكبر ابوابها وأقدمها تاريخيًا يعود بناءه لعام 263هـ، يقع في الجهة الشمالية الغربية من المسجد النبوي الشريف، وكان في السابق أحد أحياء المدينة المنورة، تتكون من شريط مستطيل يحده شرقاً جزء من بيوت الساحة ومنهل العين الزرقاء ووقف السلطانية، وغرباً القلعة، وينحصر بين باب الشامي من الشمال والباب الصغير من الجنوب. وقد ذكر علي بن موسى بأن أول ما يصادف الداخل من الباب الشامي في الجهة الشرقية مركز الشرطة، يليه فرن وقهوة، ثم سبيل عديلة سلطانة وباب السلطانية، ثم منهل العين الزرقاء المعروف بعين الساحة. ويأتي عن يمين الداخل من الباب الشامي باب القلعة السلطانية، ثم باب حبس النساء، ثم باب دار الحكومة القريب من الباب الصغير الذي تقع عليه دائرة الحكومة.